# Hufiec ZHP Płock im. Obrońców Płocka 1920r.
Hufiec ZHP Płock im. Obrońców Płocka 1920 roku – terytorialna wspólnota jednostek harcerskich Związku Harcerstwa Polskiego działających na terenie miasta Płocka w ramach Chorągwi Mazowieckiej ZHP.

## Historia
1912 r. – Pierwszy zastęp skautów.
1913 r. – powstaje pierwsza konspiracyjna drużyna skautek.
1914 r. – powstaje druga konspiracyjna drużyna skautek.
1915 r. – powstaje drużyna harcerska im. Tadeusza Kościuszki.
1916 r. – Pierwsza Drużyna Harcerzy Wojennych.
1916 r. – Powstaje Płocka Chorągiew Harcerzy.
1917 r. – zmarła druhna Genia Majdecka.
1917 r. – Płock siedzibą okręgu płockiego. 
1917 r. – Przewodniczący Naczelnej Komendy ZHP ks. Jan Mauersberger i Szef Głównej Kwatery Męskiej dh. Piotra Olewińskiego, odwiedzą Płock.
1917 r. – powstaje drużyna im. Bartosza Głowackiego.
1920 r. – powstaje drużyna im. Ks. Ignacego Skorupki.
1920 r. – powstaje drużyna im. Zawiszy Czarnego.
1920 r. – udział harcerzy w obronie Płocka. Poległ w niej Antolek Gradowski.
1921 r. – marszałek Józef Piłsudski odwiedza miasto i dekoruje krzyżem walecznych harcerzy – Tadeusza Jeziorowskiego, Józefa Kaczmarskiego i Antolka Gradowskiego - pośmiertnie.
1921 r. – przekazanie posiadłości Majdeckich dla ZHP.
1923 r. – powstają drużyny: im. J. Poniatowskiego i St. Czarnieckiego.
1924 r. – rozpad komendy hufca.
1925 r. – Klemens Jędrzejewski reaktywuje Komendę Hufca.
1926 r. – Hufiec otrzymuje imię generała Zygmunta Padlewskiego.
1931 r. – wcielenie Chorągwi płocko – włocławskiej do Chorągwi Mazowieckiej.
1932 r.– hm. Ładysław Żelazowski zostaje mianowany komendantem Hufca Harcerzy w Płocku.
1933 r. – Hufiec Płock otrzymuje miano hufca żeglarskiego.
1934 r. – Rozpoczęto montowanie krótkofalowej stacji nadawczej w siedzibie Komendy Hufca mieszczącej się Gimnazjum St. Małachowskiego.
1935 r. – Hufiec płocki wziął udział w ogólnopolskim Zlocie z okazji 25 lecia powstania Harcerstwa w Spale. Udział wzięło 80 harcerzy płockich podzielonych na 2 drużyny.
1938 r. – 25 lecie Harcerstwa w Płocku. Z tej okazji wydano odznakę 25 lecia Harcerstwa na Mazowszu Płockim.
1938 r. – stan osobowy Żeglarskiego Hufca w Płocku to 1120 harcerzy.
1939 r. – Powstanie Tajnego Hufca Harcerskiego w Płocku
1945 r. – Powstanie Komendy Hufca po wojnie. Reaktywacja działalności harcerskiej.
1946 r. – Powstanie drużyny artystycznej (obecnie 98 Artystyczna Drużyna Harcerska im. Oskara Kolberga). Jest podstawą, z której powstał Harcerski Zespół Pieśni i Tańca „Dzieci Płocka”
1948 r. – Hufiec Harcerek otrzymał Sztandar ufundowany przez Miejską Radę przyjaciół Harcerstwa
1948 r. – Zlot Chorągwi Mazowieckiej z okazji 35-lecia harcerstwa na Mazowszu Płockim
1961 r. – Hufiec Płock, otrzymuje nowy sztandar. Do tej pory posługiwał się sztandarem Drużyny Harcerskiej działającej przy Szkole Handlowej.
1977 r. – Uchwałą Rady Miejskiej w Płocku z dnia 4 listopada 1977 roku Hufiec otrzymał imię I Dywizji Piechoty.
1997 r. – roku Komenda Hufca ZHP przeniosła się z kina Przedwiośnie na ul. Tumskiej do Stanicy im. Geni Majdeckiej na ul. Krótkiej 3a.
1997 r. – obchody 85 rocznicy powstania harcerstwa w Płocku.
2010 r. – Hufiec, po zakończeniu kampanii bohater, otrzymuje imię „Obrońców Płocka 1920 r.” oraz otrzymuje nowy sztandar.
2012 r. – 100 lecie harcerstwa w Płocku 
2022 r. – 110 lat harcerstwa w Płocku

## Komendantki i komendanci hufca
Wykaz chronologiczny znanych komendantek i komendantów hufca od 1912 roku.
- 1912 - 1915 Stefan Staszewski Twórca skautingu w Płocku. Pierwszy zastępowy zastępu „Orłów”,drużynowy I Drużyny im.Szymona Mohorta.
- 1915 - 1916 – Stanisław Krowicki, Komendant miejscowych harcerzy w Płocku
- 1917 - ? – Marian Kostrzewa, Kierownik drużyn w Płocku
- 1918 - ? – Wacław Lenkiewicz, Komendant POW, Komendant Hufca
- 1919 - ? – Tadeusz Czapczyński, Komendant Okręgu

Hufiec Harcerek
- 1920 – Julia Kisielewska, Eugenia Grodzka
- 1927 – Zofia Lisowska
- Krystyna Zajączkowska

Hufiec Harcerzy
- 1920 – 1922 – Leon Romanowski
- 1922 - 1924 – Klemens Jędrzejewski
- 1925 – 1926 – Stanisław Opaśnik
- 1926 - 1929 – Bronisław Wagner
- 1931 – 1932 – hm. Wacław Kulesza
- 1932 – 1939 – hm. Ładysław Żelazowski
- 1939 – hm. Jan Laszkiewicz

Tajny Hufiec Harcerski
- 1939 – 1943 – hm. Ładysław Żelazowski

Hufiec Żeński w latach 1945–1950
- 1945 – Janina Wiśniewska-Czerwińska
- 1945 – Janina Niegodzisz
- 1945 – 1950 Kazimiera Hałłas

Hufiec męski w latach 1945– 1950
- 1945 - 1950 – hm. Ryszard Wodzyński

Hufiec ZHP Płock po 1956
- 1956 – 1963 – hm. Ryszard Wodzyński
- 1962 – 1964 – hm. Edward Szczypiorski
- 1964 – 1971 – hm. Henryk Wójcik
- 1971 – 1974 – hm. Tomasz Klicki
- 1974 – 1975 – hm. Witold Gałkowski
- 1975 - hm. Barbara Zgierska
- 1975 – 1977 – hm. Andrzej Markowski
- 1977 – 1980 – hm. Jarosław Pokojski
- 1980 – 1982 – hm. Jerzy Sobolewski
- 1982 – 1984 – hm. Jerzy Pacek
- 1984 – 2004 – hm. Jolanta Wojtulanis
- 2004 – 2005 – hm. Beata Parulska-Kajkowska
- 2005 – 2015 – hm. Aleksandra Ziółek
- 2015 – 2017 – hm. Anna Habaj
- 2017 – 2019 – hm. Mariusz Fabiszewski
- 2019 – 2021 – phm. Maciej Tarka
- 2021 – obecnie – hm. Agnieszka Gruber

## Władze hufca
Komenda hufca 2023 - 2027
- hm. Agnieszka Gruber – Komendantka Hufca
- phm. Robert Elwertowski –  Zastępca Komendantki, Skarbnik
- hm. Mariusz Fabiszewski – Zastępca Komendantki ds. Pracy z Kadrą i Programu (rezygnacja w 10.06.2023 r.)
- phm. Ilona Borczuk – Członkini Komendy ds. Wsparcia Metodycznego (rezygnacja w 10.06.2023 r.)
- phm. Kamil Czwartek – Członek Komendy ds. Organizacyjnych
- phm. Agnieszka Elwertowska - Zastępca Komendantki Hufca ds. Pracy z Kadrą (uzupełnienie składu 30.08.2023 r.)
- phm. Eliza Golatowska - Członkini Komendy ds. Programowych (uzupełnienie składu 30.08.2023 r.)

## Jednostki Hufca
W Hufcu działają gromady zuchowe, drużyny harcerskie, starszoharcerskie oraz wędrownicze. 
Poniższy wykaz przedstawia stan na 01.02.2023.
Gromady Zuchowe
- Wodna Gromada Zuchowa „Wesołe Sówki”
- 11 Gromada Zuchowa „Pracowite Pszczółki”
- 11 Gromada Zuchowa „Przyjacielskie Pszczółki”
- Gromada Zuchowa „Przyjaciele Lasu”
- Gromada Zuchowa „Bystre Orły”
- Gromada Zuchowa „Przyjazne Liski”

Drużyny harcerskie
- 2 Mazowiecka Drużyna Harcerska „Braterstwo Wilków” im. Jana Bytnara ps. „Rudy”
- 11 Drużyna Harcerska „Żywioły” im. Kornela Makuszyńskiego
- 12 Płocka Drużyna Harcerska „Wojownicy Światła”
- 20 Drużyna Harcerska
- 21 Drużyna Harcerska „TerraSky”
- 30 Płocka Drużyna Harcerska „Łowcy Przygód”
- 51 Wodna Drużyna Harcerska „Iskra”
- 64 Drużyna Harcerska „Solaris”
- 98 Artystyczna Drużyna Harcerska im. Oskara Kolberga
- 303 Drużyna Harcerska „Dywizjon”

Drużyny starszoharcerskie
- 11 Drużyna Starszoharcerska „Prestidigitatorzy”
- 202 Grunwaldzka Drużyna Starszoharcerska im. Janusza Korczaka

Drużyny wędrownicze
- 11 Drużyna Wędrownicza „Cichociemni”
- 22 Turystyczna Drużyna Wędrownicza „Felidae”
- 15 Wodna Drużyna Wędrownicza

Szczepy
- Płocki Szczep Harcerski „Fortes”
- Szczep Harcerski „Alvarium” im. Płockich Orląt
- Szczep Harcerski „Elements”
- Specjalnościowy Szczep Wodny "Róża Wiatrów"
- Płocki Szczep Harcerski "Ignis"

Kluby specjalnościowe
- Harcerski Klub Ratowniczy „Stella Vitae”
- Harcerski Klub Łączności SP5ZBA
- Harcerski Klub Artystyczny "Aristajos"

Kręgi akademickie
- Harcerski Krąg Akademicki "Progressus"

Kręgi Instruktorskie
- Krąg Seniora „Na Tumskim Wzgórzu”
- Krąg Instruktorów i Starszyzny „Feniks”
- Instruktorski Krąg Myśli Braterskiej
- Krąg Instruktorek Harcerskich „Jaspis”
- Harcerski Krąg Instruktorów i Starszyzny „Desiderio”
- Krąg Instruktorski „APIS”

## Pieśń Hufca
Od 14 listopada 2015 roku pieśń "W nadwiślańskim grodzie" z roku 1946 której autorem jest hm. Jan Chojnacki. Została napisana w 1946.
Tekst:
W nadwiślańskim grodzie
W nadwiślańskim grodzie,
Wśród prastarych wież,
Piosenka wesoła
Płynie wzdłuż i wszerz!
Refren:
Idziemy w dal
Mazowsza dzieci młode,
Serce się pal,
Wiślaną ogrzej wodę!
Idziemy w przód,
Od zuchów aż do szarż!
Wiwat nasz gród
I płocki Hufiec marsz!

Pogoda czy słota,
Słońce albo deszcz,
Nie ma dla nas błota,
Zawsze humor jest.
Refren:
Idziemy w dal (...)
Gdy chcesz być wesoły,
Mieć pogodną twarz,
Rzuć troski, mozoły,
Wstępuj w hufiec nasz.

Refren:
Idziemy w dal (...)

## 100 lecie harcerstwa w Płocku
W 2012 roku, z okazji założenia w 1912 roku przez Stefana Staszewskiego zastępu „Orłów”, środowiska harcerskie w Płocku świętowały 100-lecie harcerstwa na ziemi płockiej. Jednym z elementów rocznicy była wystawa „Służba i przygoda. 100 lat harcerstwa na Tumskim Wzgórzu”, prezentowana w Muzeum Mazowieckim w Płocku.
Z okazji 100 lecia ustanowiona została „Honorowa Odznaka Stulecia Harcerstwa Płockiego”, którą uhonorowano instruktorów Hufca zasłużonych dla jego działalności.

## Publikacje
W roku 2012 z okazji 100 lecia harcerstwa w Płocku wydana została książka Dzieje Harcerstwa Płockiego 1912–2012, autorstwa hm. Benedykta Sandomierskiego z ZHP oraz phm. Michała Kacprzaka z ZHR. W roku 2015 z okazji 80 lecia rozpoczęcia działalności krótkofalarskiej wydana została książka Dzieje Krótkofalarstwa Płockiego 1934–2014, autorstwa hm. Benedykta Sandomierskiego i Daniela Korzana.

## Odznaki Hufca ZHP Płock
- Odznaka Hufca ZHP PŁOCK im. Obrońców Płocka 1920[6].

Jest najwyższym wyróżnieniem dla instruktorów, którzy wykazują postawę zgodną z ideą posiadanego stopnia instruktorskiego oraz zgodną z Kodeksem Instruktorskim. Jest honorowym wyróżnieniem dla osób oraz instytucji zasłużonych dla Hufca ZHP PŁOCK za szczególne osiągnięcia w działalności promującej oraz pomnażającej dorobek i chlubne tradycje płockiego harcerstwa.
Odznaka Hufca ZHP PŁOCK występuje jako Odznaka Honorowa oraz w trzech stopniach:
I stopień – odznaka złota,
II stopień – odznaka srebrna,
III stopień – odznaka brązowa.
- Odznaka 25 - lecia Harcerstwa na Mazowszu Płockim

- Jubileuszowa Odznaka „85 Lat harcerstwa w Płocku 1912–1997”

Ustanowiona z okazji 85 lat harcerstwa w Płocku. Przyznawana była wraz z numerowaną legitymacją imienną
- Honorowa Odznaka Stulecia Harcerstwa Płockiego

Ustanowiona z okazji 100 lecia harcerstwa w Płocku. Przyznawana była wraz z numerowaną legitymacją imienną.

## Instruktorzy związani z hufcem Płock
- hm. Katarzyna Brzyska – skarbniczka ZHP
- hm. Grzegorz Woźniak – komendant Chorągwi Mazowieckiej ZHP w latach 1987–2010, od 2021 do 2022 naczelnik Związku Harcerstwa Polskiego.
- hm. Wacław Milke – założyciel Harcerskiego Zespołu Pieśni i Tańca „Dzieci Płocka”
- hm. Ładysław Żelazowski – komendant Tajnego Hufca Harcerskiego w Płocku w latach 1939–1943, członek Naczelnictwa ZHP 1948–1950